# Vermes (Beszterce-Naszód megye)
Vermes (románul Vermeș, németül Wermesch, erdélyi szász nyelven Warmesch) település Romániában, Beszterce-Naszód megyében.

## Fekvése
Besztercétől 27 km-re délnyugatra, Szászlekence, Szentmáté, Szászszentgyörgy és Tacs között fekszik.

## Története
1332-ben a pápai tizedjegyzék Vermus néven említik először.
A középkorban erdélyi szászok költöztek a településre, akik a reformáció idején felvették a lutheránus vallást.
1602-ben Giorgio Basta katonái elpusztították a települést, csak a templom élte túl a pusztítást. Később a környező településekről érkező szászok népesítették be újra, valamint 1630-ban Moldvából románokat telepítettek be.
A trianoni békeszerződésig Beszterce-Naszód vármegye Besenyői járásához tartozott.

## Lakossága
1910-ben 798 lakosa volt, ebből 516 román, 130 cigány, 127 német és 25 magyar volt.
2002-ben 899 lakosából 599 román, 258 cigány, 40 magyar és 2 német volt.

## Látnivaló
- Lutheránus temploma a 14. század táján épült. Tornya jóval későbbi, 1579-ben épült, kőből faragott szószéke 1497-ben készült. A templom a német lakosok 1944-es kitelepedése után folyamatosan romlik.